# 7 de setembro
7 de setembro é o 250.º dia do ano no calendário gregoriano (251.º em anos bissextos). Faltam 115 dias para acabar o ano.

## Eventos históricos

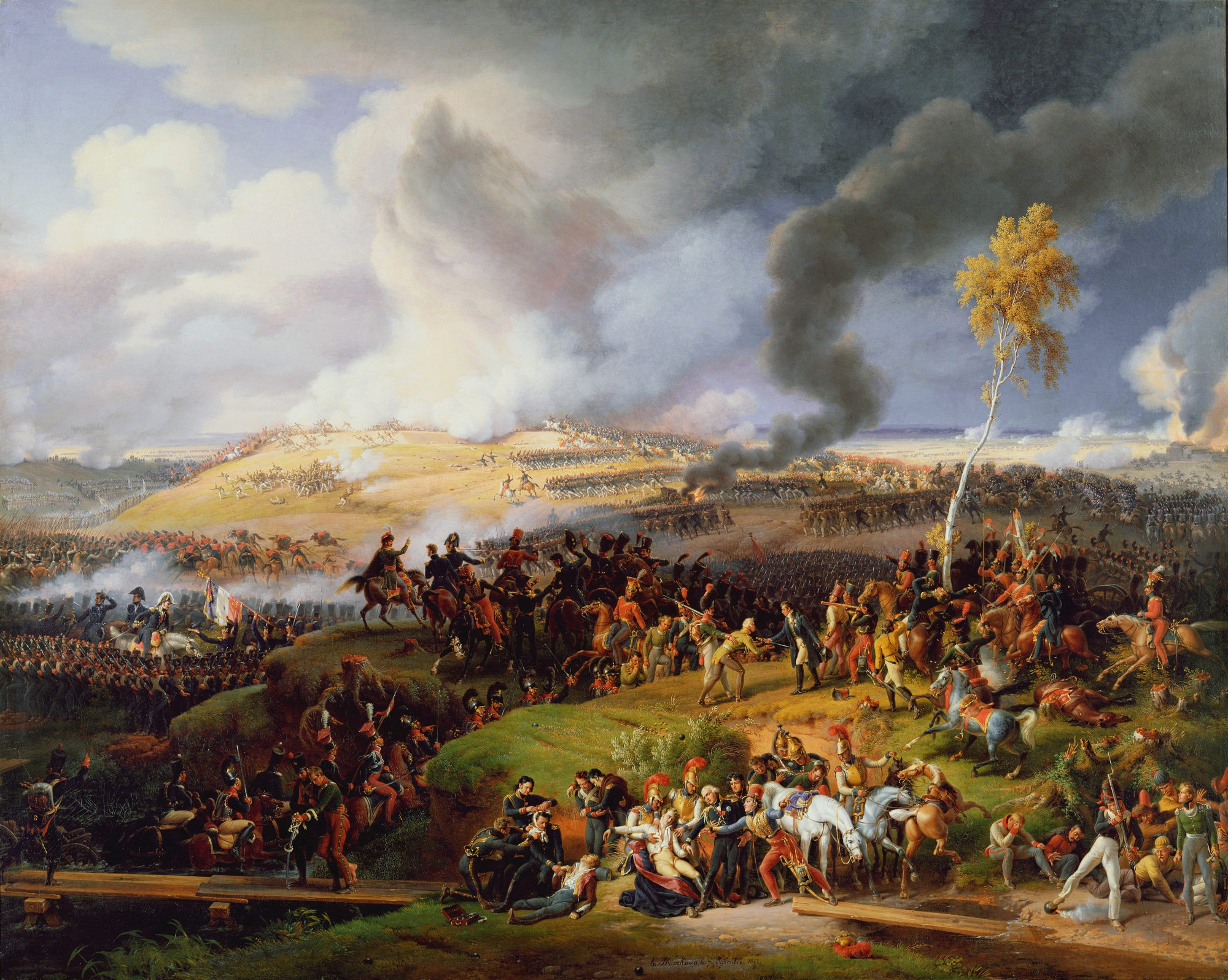
1812: Batalha de Borodino

1822: Independência do Brasil

- 0070 — Um exército romano sob o comando de Tito ocupa e saqueia Jerusalém.
- 0878 — Luís, o Gago é coroado rei da Frância Ocidental pelo Papa João VIII.
- 1159 — O Papa Alexandre III é escolhido.
- 1191 — Terceira Cruzada: Batalha de Arçufe: Ricardo I da Inglaterra derrota Saladino em Arçufe.
- 1228 — O Sacro Imperador Romano Frederico II desembarca em Acre, Israel, e inicia a Sexta Cruzada, que resulta em uma restauração pacífica do Reino de Jerusalém.
- 1303 — Guilherme de Nogaret leva prisioneiro o Papa Bonifácio VIII em nome de Filipe IV da França.
- 1652 — Cerca de 15 mil agricultores e milícias Han rebelam-se contra o domínio holandês sobre Taiwan.
- 1695 — Henry Every perpetra um dos ataques piratas mais lucrativos da história com a captura do navio Grande Mughal Ganj-i-Sawai. Em resposta, o imperador Auranguezebe ameaça acabar com todo o comércio inglês na Índia.
- 1706 — Guerra da Sucessão Espanhola: Termina o Cerco de Turim, levando à retirada das forças francesas do Norte da Itália.
- 1764 — Eleição de Estanislau Augusto Poniatowski como o último governante da República das Duas Nações.
- 1776 — De acordo com relatórios coloniais americanos, ocorre o primeiro ataque submarino do mundo com o Turtle, tentando anexar uma bomba-relógio ao casco do HMS Eagle no porto de Nova York (não existem registros britânicos deste ataque).
- 1778 — Guerra Revolucionária Americana: a França invade Dominica nas Índias Ocidentais Britânicas, antes mesmo que a Grã-Bretanha esteja ciente do envolvimento da França na guerra.
- 1812 — Invasão francesa da Rússia: a Batalha de Borodino, a mais sangrenta das Guerras Napoleônicas, foi travada perto de Moscou e resultou em uma vitória francesa.
- 1822 — Dom Pedro I declara o Brasil independente de Portugal nas margens do riacho do Ipiranga, em São Paulo.
- 1856 — É inaugurado o Canal Saimaa.
- 1857 — Massacre de Mountain Meadows: os colonos mórmons matam a maioria dos membros da pacífica caravana de emigrantes.
- 1860 — Unificação italiana: Giuseppe Garibaldi entra em Nápoles.
- 1863 — Guerra Civil Americana: tropas da União capturam Fort Wagner na Ilha Morris após um cerco de sete semanas.
- 1864 — Guerra Civil Americana: Atlanta é evacuada por ordem do General da União William Tecumseh Sherman.
- 1880 — A Sociedade Brasileira Contra a Escravidão é fundada por Joaquim Nabuco, André Rebouças e outros abolicionistas.
- 1895 — Museu do Ipiranga, o museu público mais antigo da cidade de São Paulo é inaugurado.
- 1901 — O Levante dos Boxers na dinastia Qing (atual China) termina oficialmente com a assinatura do Protocolo Boxer.
- 1907 — O RMS Lusitania da Cunard Line faz em sua viagem inaugural de Liverpool, na Inglaterra, para a cidade de Nova Iorque.
- 1911 — O poeta francês Guillaume Apollinaire é preso e preso sob suspeita de roubar a Mona Lisa do museu do Louvre.
- 1920 — Criação da Universidade Federal do Rio de Janeiro, a primeira universidade federal do país, pelo então presidente Epitácio Pessoa.
- 1921 — A Legião de Maria, a maior organização apostólica de leigos da Igreja Católica, é fundada em Dublin, na Irlanda.
- 1922 — Começa a Exposição Internacional do Centenário da Independência, a maior exposição internacional realizada no Brasil.
- 1923 — É formada a Organização Internacional de Polícia Criminal (INTERPOL).
- 1927 — O primeiro sistema de televisão totalmente eletrônico é realizado por Philo Farnsworth.
- 1932 — Tem início a Batalha de Boquerón, a primeira grande batalha da Guerra do Chaco.
- 1936 — O último lobo-da-tasmânia, um marsupial carnívoro chamado Benjamin, morre sozinho em sua jaula no Zoológico de Hobart, na Tasmânia.
- 1940
  - A Romênia devolve a Dobruja do Sul à Bulgária sob o Tratado de Craiova.
  - Segunda Guerra Mundial: a alemã Luftwaffe começa a Blitz, bombardeando Londres e outras cidades britânicas por mais de 50 noites consecutivas.
- 1942 — Segunda Guerra Mundial: os fuzileiros navais japoneses são forçados a se retirar durante a Batalha da Baía Milne.
- 1945 — É realizada o Desfile da Vitória em Berlim de 1945.
- 1953 — Nikita Khrushchev é eleito primeiro secretário do Partido Comunista da União Soviética.
- 1961 — Toma posse o presidente brasileiro João Goulart e inicia-se o primeiro regime parlamentarista no país.
- 1965 — Durante a Guerra Indo-Paquistanesa, a China anuncia que reforçará suas tropas na fronteira indiana.
- 1969
  - Libertado o embaixador norte-americano Charles Burke Elbrick e os 15 presos políticos (v. Anos de chumbo).
  - É criada a Federação Internacional das Associações Vexilológicas no Terceiro Congresso Internacional de Vexilologia em Boston, Massachusetts.
- 1970 — Começa a luta entre guerrilheiros árabes e forças do governo na Jordânia.
- 1974 — Celebrados os Acordos de Lusaca entre o governo português e a FRELIMO, que terminaram a Luta Armada de Libertação e que levaram à Independência de Moçambique.
- 1977 — São assinados os Tratados Torrijos-Carter entre o Panamá e os Estados Unidos sobre a situação do Canal do Panamá. Os Estados Unidos concordam em transferir o controle do canal para o Panamá no final do século XX.
- 1978 — Enquanto atravessa a ponte Waterloo em Londres, o dissidente búlgaro Georgi Markov é assassinado pelo agente da polícia secreta búlgaro Francesco Gullino por meio de uma bolinha de ricina disparada de um guarda-chuva especialmente projetado.
- 1986
  - Desmond Tutu torna-se o primeiro homem negro a liderar a Diocese Anglicana da Cidade do Cabo.
  - O ditador chileno Augusto Pinochet sobrevive a uma tentativa de assassinato da FPMR; 5 dos guarda-costas de Pinochet são mortos.[1]
- 1996 — O rapper americano Tupac Shakur é baleado em um tiroteio em Las Vegas, Nevada. Morre seis dias depois.
- 1997 — Primeiro voo do Lockheed Martin F-22 Raptor.
- 1999 — O sismo de 6,2 Mw de Atenas atingiu a área com uma intensidade máxima Mercalli de IX (Violento), matando 143 pessoas, ferindo de 800 a 1 600 e deixando 50 000 desabrigados.
- 2005 — O Egito realiza as suas primeiras eleições presidenciais multipartidárias.
- 2016 — Conferência da Apple, onde é apresentado o iPhone 7 e a inovação dos auscultadores sem fios.
- 2017 — O sismo de 8,2 Mw de Chiapas atinge o sul do México, matando pelo menos 60 pessoas.
- 2021
  - Bitcoin passa a ser legalmente aceita em El Salvador.[2]
  - O Governo de Unidade Nacional de Mianmar declara uma guerra defensiva popular contra a junta militar durante a guerra civil de Mianmar.[3]
- 2022
  - O Brasil celebra os 200 anos da Independência.[4]
  - Reabertura oficial do Museu do Ipiranga, ficou fechado por 9 anos, é responsável por um acervo com relevância histórica, especialmente as possuem relação com a Independência do Brasil.

## Nascimentos

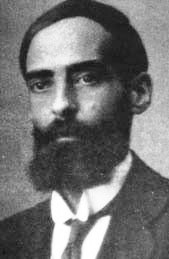
Camilo Pessanha

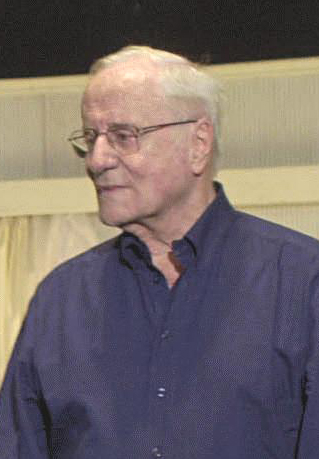
Paulo Autran

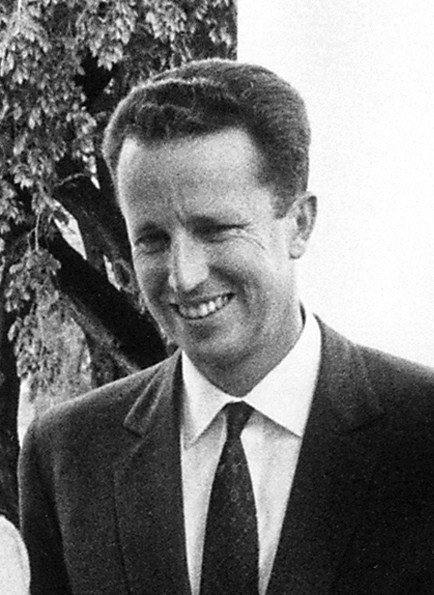
Balduíno da Bélgica

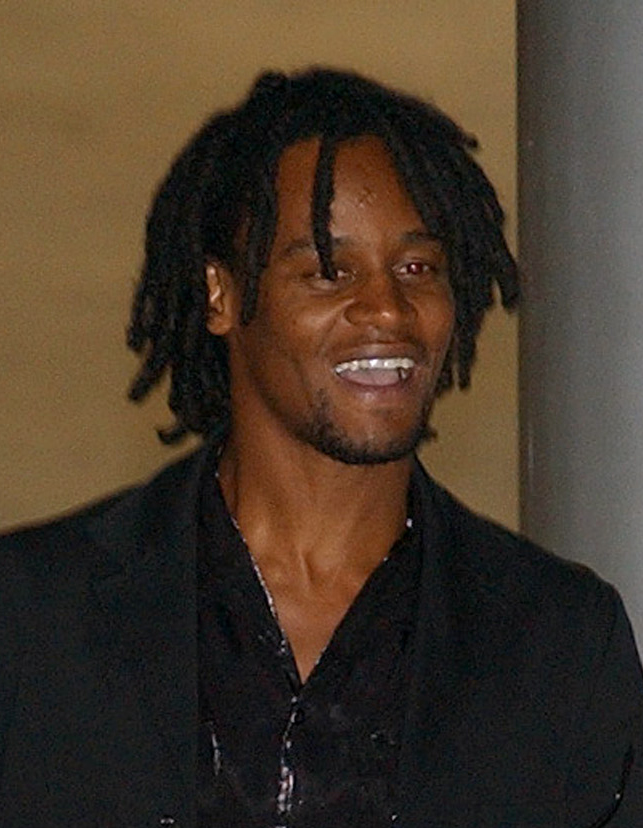
Toni Garrido

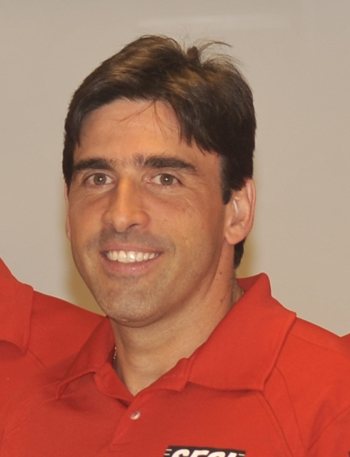
Giovane Gávio

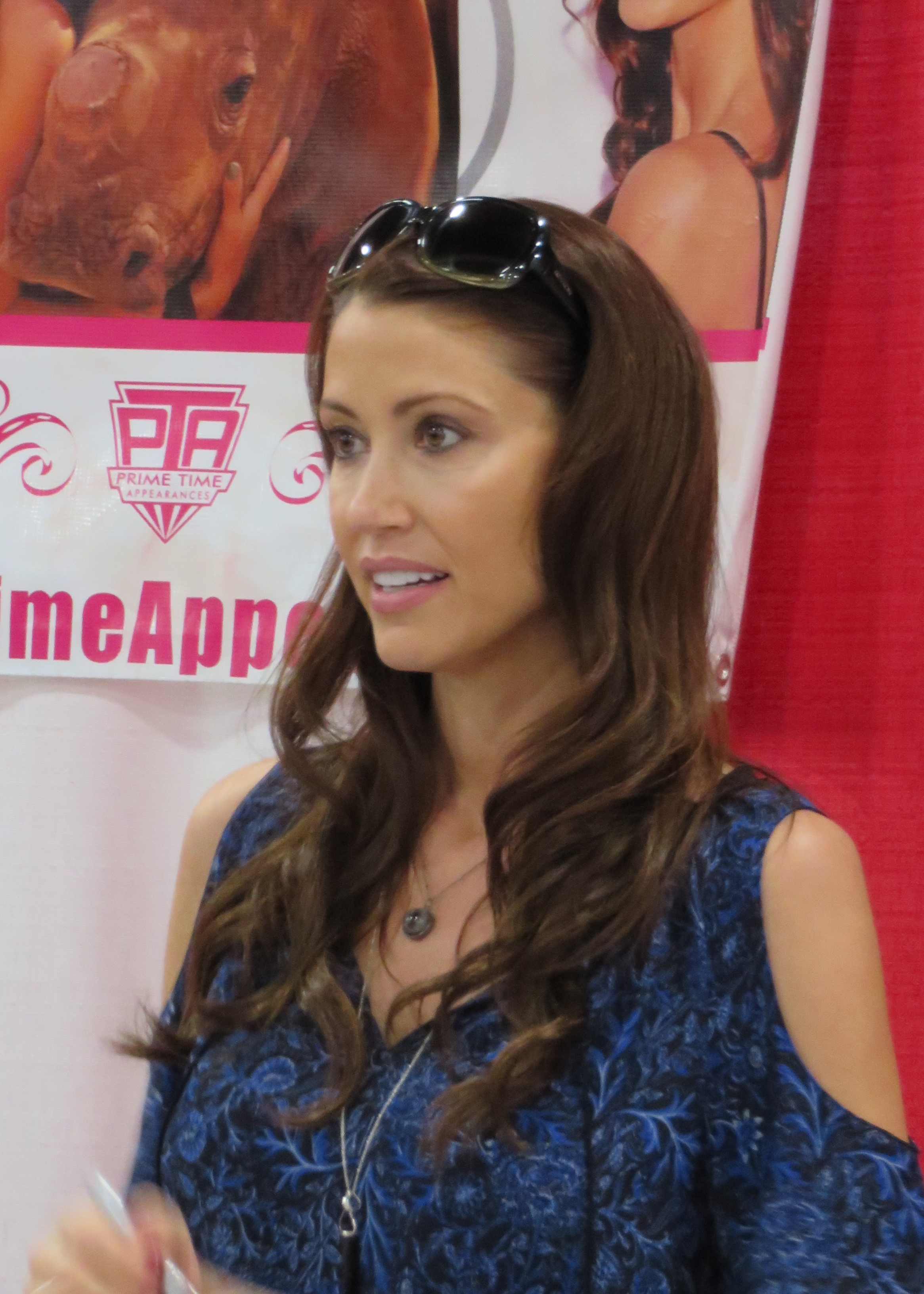
Shannon Elizabeth

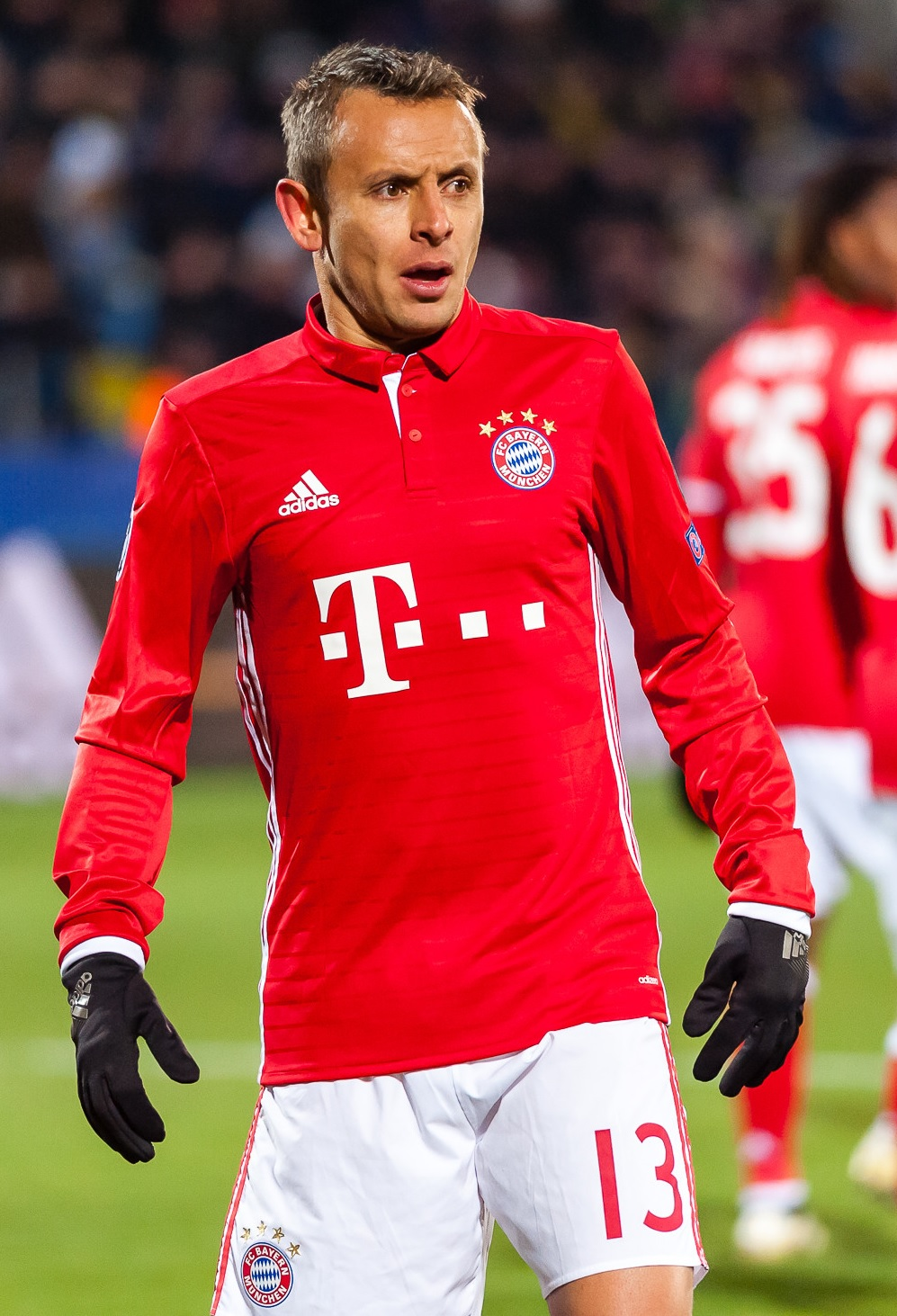
Rafinha

### Anteriores ao século XIX
- 0923 — Suzaku, imperador do Japão (m. 952).
- 1438 — Luís II, Conde da Baixa Hesse (m. 1471).
- 1492 — Jacob Acontius, jurisconsulto, teólogo, filósofo e engenheiro italiano (m. 1566).
- 1533 — Isabel I de Inglaterra (m. 1603).
- 1683 — Maria Ana de Áustria, Rainha de Portugal (m. 1754).
- 1707 — Georges-Louis Leclerc, conde de Buffon, naturalista, escritor e biólogo francês (m. 1788).
- 1726 — François-André Danican Philidor, enxadrista francês (m. 1795).
- 1776 — Mary Pelham, Condessa de Chichester (m. 1862).

### Século XIX
- 1811 — Carlos Antônio, Príncipe de Hohenzollern (m. 1885).
- 1815 — John McDouall Stuart, explorador britânico (m. 1866).
- 1817 — Luísa de Hesse-Cassel, rainha da Dinamarca (m. 1898).
- 1819 — Thomas A. Hendricks, político norte-americano (m. 1885).
- 1832 — Emilio Castelar, político e escritor espanhol (m. 1899).
- 1836 — August Toepler, físico alemão (m. 1912).
- 1840 — Sisowath Sirik Matak, rei cambojano (m. 1927).
- 1842 — Johannes Zukertort, enxadrista polonês (m. 1888).
- 1857 — Isabel de Anhalt (m. 1933).
- 1859 — Juan Campisteguy, advogado, militar e político uruguaio (m. 1937).
- 1867 — Camilo Pessanha, poeta português (m. 1926).
- 1868 — Branca de Espanha (m. 1949).
- 1870 — Alexandre Ivanovich Kuprin, escritor russo (m. 1938).
- 1872 — Carlos Magalhães de Azeredo, diplomata e escritor brasileiro (m. 1963).
- 1889 — Otávio Tarquínio de Sousa, jornalista e escritor brasileiro (m. 1959).
- 1891 — Roscoe Karns, ator norte-americano (m. 1970).
- 1894 — Gala Éluard Dalí, modelo e artista russa (m. 1982).
- 1895 — Jacques Vaché, escritor e desenhista francês (m. 1919).
- 1896 — Iwar Beckman, geneticista sueco (m. 1971).
- 1900 — Taylor Caldwell, escritora britânica (m. 1985).

### Século XX

#### 1901–1950
- 1905 — Eric John Underwood, cientista australiano (m. 1980).
- 1907 — Olle Källgren, futebolista sueco (m. 1983).
- 1909
  - Elia Kazan, cineasta turco (m. 2003).
  - Fryderyk Scherfke, futebolista polonês (m. 1983).
- 1910 — Lee Wallard, automobilista norte-americano (m. 1963).
- 1911
  - Todor Zhivkov, ditador búlgaro (m. 1998).
  - Fred Moore, designer e animador norte-americano (m. 1952).
- 1912 — Renato Bizzozero, futebolista suíço (m. 1994).
- 1913 — Anthony Quayle, ator e cineasta britânico (m. 1989).
- 1914 — James Van Allen, físico norte-americano (m. 2006).
- 1917 — John Cornforth, químico australiano (m. 2013).
- 1921 — Alfred Schild, físico norte-americano (m. 1977).
- 1922 — Paulo Autran, ator brasileiro (m. 2007).
- 1924 — Leonard Rosenman, compositor norte-americano (m. 2008).
- 1926
  - Erich Juskowiak, futebolista alemão (m. 1983).
  - Ed Warren, investigador paranormal norte-americano (m. 2006).
- 1927
  - Riad Salamuni, geólogo brasileiro (m. 2002).
  - Carlos Romero, futebolista uruguaio (m. 1999).
  - Nívio Gabrich, futebolista brasileiro (m. 1981).
  - Alceu Collares, político brasileiro (m. 2024).
- 1929
  - Bobby Johnstone, futebolista britânico (m. 2001).
  - Yves Lacoste, geógrafo francês.
  - T. P. McKenna, ator irlandês (m. 2011).
  - Kenny Howard, mecânico de motocicletas, ferreiro e produtor de armas norte-americano (m. 1992).
- 1930
  - Julio Abbadie, futebolista uruguaio (m. 2014).
  - Balduíno I da Bélgica (m. 1993).
- 1931 — Josep Lluís Núñez, empresário e dirigente esportivo espanhol (m. 2018).
- 1932 — Paul Getty, filantropo britânico (m. 2003).
- 1934 — Omar Karami, político libanês (m. 2014).
- 1935 — Abdou Diouf, político senegalês.
- 1936
  - Buddy Holly, músico, cantor e compositor estadunidense (m. 1959).
  - Dadeus Grings, arcebispo brasileiro.
  - Brian Hart, empresário e automobilista britânico (m. 2014).
- 1938 — Pavel Lyubimov, cineasta e roteirista russo (m. 2010).
- 1939 — David Griggs, astronauta norte-americano (m. 1989).
- 1940
  - Dario Argento, produtor e argumentista de cinema italiano.
  - Abdurrahman Wahid, político indonésio (m. 2009).
- 1942 — Gabriele Veneziano, físico italiano.
- 1943
  - Lena Valaitis, cantora alemã.
  - Ariclê Perez, atriz brasileira (m. 2006).
- 1944
  - José Roberto Wright, ex-árbitro de futebol brasileiro.
  - Bora Milutinović, treinador de futebol sérvio.
- 1945 — Camille K, atriz brasileira (m. 2024).
- 1946 — Francisco Varela, biólogo e filósofo chileno (m. 2001).
- 1947
  - Bebeto, cantor e compositor brasileiro.
  - Graham Young, criminoso britânico (m. 1990).
  - Ederaldo Gentil, cantor e compositor brasileiro (m. 2012).
- 1948 — Susan Blakely, atriz norte-americana.
- 1949
  - Gloria Gaynor, cantora estadunidense.
  - Carlos Lehder, criminoso colombiano.
- 1950
  - Julie Kavner, atriz estadunidense.
  - Mário Sérgio, futebolista, treinador de futebol e comentarista esportivo brasileiro (m. 2016).

#### 1951–2000
- 1951
  - Chrissie Hynde, cantora e guitarrista norte-americana.
  - Morris Albert, cantor e compositor brasileiro.
- 1952
  - Paulo Markun, jornalista e escritor brasileiro.
  - Voyn Voynov, ex-futebolista e treinador de futebol búlgaro.
- 1953
  - José Nazar, ex-futebolista hondurenho.
  - Ami Aspelund, cantora finlandesa.
  - António Menezes Cordeiro, jurista português.
- 1954
  - Chaim Zaher, empresário libanês-brasileiro.
  - Shirley Carvalhaes, cantora brasileira.
  - Doug Bradley, ator britânico.
  - Michael Emerson, ator norte-americano.
  - Francisco Guterres, político timorense.
- 1955 — Mira Furlan, atriz e cantora croata (m. 2021).
- 1956
  - Diane Warren, cantora e compositora norte-americana.
  - Michael Feinstein, cantor, compositor e pianista norte-americano.
  - Marcelo Mansfield, ator e humorista brasileiro.
- 1957 — Jermaine Stewart, cantor norte-americano (m. 1997).
- 1958 — Goran Hadžić, político sérvio (m. 2016).
- 1959
  - Thierry Peponnet, ex-velejador francês.
  - Drew Weissman, médico e cientista norte-americano.
- 1960
  - Rabie Yassin, ex-futebolista egípcio.
  - Phillip Rhee, ator, diretor e artista marcial norte-americano.
  - Blota Filho, ator brasileiro.
- 1961
  - Leroi Moore, saxofonista estadunidense (m. 2008).
  - József Szájer, político húngaro.
- 1962
  - Jennifer Egan, escritora norte-americana.
  - Andrew Granville, matemático britânico.
- 1963
  - Eazy-E, rapper norte-americano (m. 1995).
  - Éric Di Meco, ex-futebolista e político francês.
  - Neerja Bhanot, modelo, comissária de voo e heroína indiana (m. 1986).
  - W. Earl Brown, ator e músico norte-americano.
- 1964
  - Andy Hug, carateca suíço (m. 2000).
  - María Fernanda Espinosa, política e diplomata equatoriana.
  - Pio Vargas, poeta brasileiro (m. 1991).
- 1965
  - Darko Pančev, ex-futebolista macedônio.
  - Andreas Thom, ex-futebolista alemão.
  - Catalina Botero, advogada colombiana.
  - Mart'nália, cantora brasileira.
  - Guto Ferreira, treinador de futebol brasileiro.
  - Tomáš Skuhravý, ex-futebolista tcheco.
- 1966
  - Thelmo Fernandes, ator brasileiro.
  - Toby Jones, ator britânico.
- 1967
  - Toni Garrido, cantor, compositor e ator brasileiro.
  - Kelvin Burt, automobilista britânico.
  - Jean-Michel Monin, ex-ciclista francês.
- 1968
  - Kakhaber Tskhadadze, ex-futebolista e treinador de futebol georgiano.
  - Marcel Desailly, ex-futebolista francês.
- 1969
  - Angie Everhart, atriz norte-americana.
  - Rudy Galindo, ex-patinador artístico americano.
- 1970
  - Tom Everett Scott, ator norte-americano.
  - Giovane Gávio, ex-jogador e treinador de vôlei brasileiro.
  - Rodrigo Maranhão, cantor brasileiro.
- 1971
  - Sílvio Criciúma, ex-futebolista e treinador de futebol brasileiro.
  - Maria Beltrão, jornalista brasileira.
  - Briana Scurry, ex-futebolista norte-americana.
  - Shane Mosley, ex-pugilista norte-americano.
- 1972
  - Jean-Jacques Tizié, ex-futebolista marfinense.
  - Mariane Dombrova, apresentadora e cantora brasileira.
  - Slug, rapper e produtor musical norte-americano.
  - Pablo Lavallén, ex-futebolista e treinador de futebol argentino.
- 1973
  - Shannon Elizabeth, atriz e modelo norte-americana.
  - Alex Kurtzman, roteirista e produtor de cinema norte-americano.
  - Catarina Martins, atriz e política portuguesa.
- 1974
  - Stéphane Henchoz, ex-futebolista e treinador de futebol suíço.
  - Jair Xavier de Brito, ex-futebolista brasileiro.
  - Jean-Noël Ferrari, esgrimista francês.
  - Pánfilo Escobar, ex-futebolista paraguaio.
  - Mario Frick, ex-futebolista e treinador de futebol liechtensteinense.
- 1975
  - Norifumi Abe, motociclista japonês (m. 2007).
  - Harold Wallace, ex-futebolista costarriquenho.
  - Rachel Ripani, atriz brasileira.
  - Renato Sobral, ex-lutador brasileiro de artes marciais mistas.
- 1976
  - Oliver Hudson, ator norte-americano.
  - Mohamed Barakat, ex-futebolista egípcio.
- 1977
  - Vítor Castanheira, ex-futebolista português.
  - Fedde le Grand, DJ e produtor musical neerlandês.
- 1978
  - Wellington Monteiro, ex-futebolista brasileiro.
  - Devon Sawa, ator canadense.
- 1979
  - Pavol Hochschorner, canoísta eslovaco.
  - Peter Hochschorner, canoísta eslovaco.
  - Flávia Assis, jogadora de voleibol brasileira.
  - Owen Pallett, músico canadense.
- 1980
  - Emre Belözoğlu, ex-futebolista e treinador de futebol turco.
  - Javad Nekounam, ex-futebolista iraniano.
  - Alassane Ouédraogo, ex-futebolista burquinês.
  - Gabriel Milito, ex-futebolista e treinador de futebol argentino.
  - Raj Bhavsar, ginasta norte-americano.
- 1981
  - Gökhan Zan, ex-futebolista turco.
  - Emese Szász-Kovács, esgrimista húngara.
  - Vladimir Kara-Murza, político russo.
  - Athena Karkanis, atriz, dubladora e cantora canadense.
  - Paul McCoy, cantor e compositor norte-americano.
- 1982
  - Antonia Campbell-Hughes, atriz, produtora e roteirista britânica.
  - David Dawson, ator britânico.
- 1984
  - Vera Zvonareva, tenista russa.
  - Miranda, ex-futebolista brasileiro.
  - Nikola Drinčić, ex-futebolista sérvio.
- 1985
  - Luiza Valdetaro, atriz brasileira.
  - Alyssa Diaz, atriz norte-americana.
  - Alyona Lanskaya, cantora bielorrussa.
  - Daniel Dalcin, ator e cantor brasileiro.
  - Rafinha, futebolista brasileiro.
  - Aurimas Lankas, canoísta lituano.
- 1986
  - Denis Istomin, tenista uzbeque.
  - Jodie Turner-Smith, atriz britânica.
  - Fanny Fischer, canoísta alemã.
  - Dragoș Grigore, futebolista romeno.
- 1987
  - Evan Rachel Wood, atriz estadunidense.
  - Aleksandra Wozniak, ex-tenista canadense.
  - Robert Snodgrass, ex-futebolista britânico.
  - Bruno Fornaroli, futebolista uruguaio.
  - Aurea, cantora e compositora portuguesa.
  - Yancy Medeiros, lutador norte-americano de artes marciais mistas.
- 1988
  - Arnar Smárason, futebolista islandês.
  - Paul Iacono, ator norte-americano.
  - Victoria Marinova, jornalista búlgara (m. 2018).
  - Luis Ovalle, futebolista panamenho.
  - Kevin Love, jogador de basquete norte-americano.
- 1989
  - Jonathan Majors, ator norte-americano.
  - Hugh Mitchell, ator britânico.
- 1990
  - Fedor Klimov, patinador artístico russo.
  - Boualem Khoukhi, futebolista argelino.
  - Valentin Porte, handebolista francês.
- 1991 — Marion Silva Fernandes, futebolista brasileiro.
- 1992
  - Martin Hinteregger, ex-futebolista austríaco.
  - Alexey Lutsenko, ciclista cazaque.
- 1994
  - Kento Yamazaki, ator e modelo japonês.
  - Elinor Barker, ciclista britânica.
  - Demetrius Jackson, jogador de basquete norte-americano.
- 1995
  - Marlon Santos, futebolista brasileiro.
  - Jailson Marques Siqueira, futebolista brasileiro.
- 1996 — Donovan Mitchell, jogador de basquete norte-americano.
- 1997
  - Gustavo Mosquito, futebolista brasileiro.
  - Daiane Limeira, futebolista brasileira.
  - Dean-Charles Chapman, ator britânico.
- 1998
  - Roberto Alvarado, futebolista mexicano.
  - Ernan Siluane, futebolista moçambicano.
- 2000 — Ariarne Titmus, nadadora australiana.

### Século XXI
- 2001 — Jason Dupasquier, motociclista suíço (m. 2021).
- 2002 — Vanderlan, futebolista brasileiro.

## Mortes

### Anteriores ao século XIX
- 0251 — Sima Yi, general e político chinês (n. 179).
- 0355 — Silvano, general e usurpador romano
- 0859 — Xuanzong II, imperador da Dinastia Tang (n. 810).
- 1134 — Afonso I de Aragão, rei de Aragão e Pamplona (n. 1073).
- 1151 — Godofredo V, Conde de Anjou (n. 1129).
- 1312 — Fernando IV de Castela, rei de Leão e Castela (n. 1285).
- 1354 — Andrea Dandolo, doge de Veneza (n. 1306).
- 1362 — Joana de Inglaterra, rainha consorte da Escócia (n. 1321).
- 1458 — Maria de Castela, rainha de Aragão (n. 1401).
- 1464 — Frederico II, Eleitor da Saxônia (n. 1412]]).
- 1559 — Robert Estienne, tipógrafo francês (n. 1503).
- 1573 — Joana de Áustria (n. 1536).
- 1750 — Albertina de Brandemburgo-Schwedt, nobre alemã (n. 1712).
- 1779 — John Armstrong, poeta e médico britânico (n. 1709).

### Século XIX
- 1871 — Mehmed Emin Aali, estadista otomano (n. 1815).
- 1874 — Lourenço José Maria Boaventura de Almada Cirne Peixoto, militar e político português (n. 1818).

### Século XX
- 1910 — William Holman Hunt, pintor britânico (n. 1827).
- 1915 — Saturnino Arouck, militar brasileiro (n. 1862).
- 1949 — José Orozco, pintor mexicano (n. 1883).
- 1956 — António dos Santos Graça, etnógrafo, jornalista e político português (n. 1882).
- 1962 — Karen Blixen, escritora dinamarquesa (n. 1885).
- 1971 — Spring Byington, atriz americana (n. 1886).
- 1978 — Keith Moon, baterista britânico (n. 1946).
- 1983 — Cid Pinheiro Cabral, jornalista esportivo e escritor brasileiro (n. 1915).
- 1985 — Rodney Robert Porter, médico britânico (n. 1917).
- 1986 — Neerja Bhanot, modelo, comissária de voo e heroína indiana (n. 1963).
- 1997
  - Mobutu Sese Seko, político zairense (n. 1930).
  - Gino Malvestio, bispo brasileiro (n. 1938).

### Século XXI
- 2002 — Uziel Gal, desenhista de armas israelense (n. 1923).
- 2004 — Miriam Pires, atriz brasileira (n. 1927).
- 2005
  - Estefânia de Windisch-Grätz (n. 1909).
  - Sergio Endrigo, cantor e compositor italiano (n. 1933).
- 2009 — Rui Viotti, jornalista e locutor esportivo brasileiro (n. 1929).
- 2014 — Miltinho, cantor brasileiro (n. 1928).
- 2016 — António Barbosa de Melo, jurista e político português (n. 1932).
- 2014 — Kwon Ri-se, cantora sul-coreana (n. 1991).
- 2018 — Mac Miller, cantor estadunidense (n. 1992).
- 2022 — Bernard Shaw, jornalista estadunidense (n. 1940).
- 2023 — Raimundo Varela, jornalista e político brasileiro (n. 1947).
- 2024 — Fabio Arruda, consultor de etiqueta e apresentador brasileiro (n. 1970).

## Feriados e eventos cíclicos

### Brasil
- Dia da Pátria ou Dia da Independência do Brasil
- Feriado municipal em Ipanema, Itabirito, Cataguases, Luz e Teófilo Otoni (Minas Gerais) - aniversário das cidades

### Portugal
- Feriado Municipal no concelho de Arganil
- Feriado Municipal no concelho de Faro
- Feriado Municipal no concelho de Vendas Novas

### Cristianismo
- Clodoaldo
- Kassia
- Regina de Alésia

## Outros calendários
- No calendário romano era o 7.º dia (VII) antes dos idos de setembro.
- No calendário litúrgico tem a letra dominical E para o dia da semana.
- No calendário gregoriano a epacta do dia é xvii.